# Anderson Conceição Benedito
Anderson Conceição Benedito (Caravelas (Mirandela), 24 de octubre de 1989) es un futbolista brasileño. Juega como defensa y su primer equipo fue el Mogi Mirim E. C.

## Clubes
| Club                         | País           | Año       |
| ---------------------------- | -------------- | --------- |
| Mogi Mirim E. C.             | Brasil         | 2009-2010 |
| Resende F. C.                | Brasil         | 2011      |
| Tombense F. C.               | Brasil         | 2011-2016 |
| Criciúma E. C. (cedido)      | Brasil         | 2011-2012 |
| Figueirense F. C. (cedido)   | Brasil         | 2012      |
| R. C. D. Mallorca (cedido)   | España         | 2012-2013 |
| Atlético Goianiense (cedido) | Brasil         | 2013      |
| E. C. Bahia (cedido)         | Brasil         | 2014      |
| Joinville E. C. (cedido)     | Brasil         | 2014      |
| América Mineiro (cedido)     | Brasil         | 2015      |
| Philadelphia Union (cedido)  | Estados Unidos | 2016      |
| Bethlehem Steel (cedido)     | Estados Unidos | 2016      |
| São Bernardo F. C.           | Brasil         | 2017      |
| G. D. Chaves                 | Portugal       | 2017-2018 |
| CRB                          | Brasil         | 2018      |
| Umm-Salal S. C.              | Catar          | 2019      |
| Cuiabá E. C.                 | Brasil         | 2019-2021 |
| C. R. Vasco da Gama          | Brasil         | 2022-2023 |
| CRB                          | Brasil         | 2023      |
| Vila Nova F. C.              | Brasil         | 2024      |
| São Bernardo F. C.           | Brasil         | 2024-     |
| Boavista                     | Brasil         | 2025-     |